# تنين أبيض أزرق العينين
التنين الأبيض أزرق العينين (Blue-Eyes White Dragon) شخصية من شخصيات أنمي يوغي يو ورقة نادرة موجودة لدى سيتو كايبا وهي ورقتة المفضلة وتوجد منها أربع نسخ واحدة مع جد يوغي وثلاثة مع كايبا ولكن كايبا قطع ورقة جد يوغي ليكون التنين معه هو فقط ثم حصل بيغاسوس علی واحدة من كايبا بعد مبارزته.
نقاطه الهجومية تعادل 3000 نقطة والدفاعية 2500 نقطة، تندمج التنانين الثلاثة فتعطي تنين القمة الأبيض أزرق العنين نقاطه الهجومية 4500 نقاطه الدفاعية 3800 ونوعه الضوء.